# Breaza (okręg Neamț)
Breaza – wieś w Rumunii, w okręgu Neamț, w gminie Bârgăuani. W 2011 roku liczyła 201 mieszkańców.